# Панкова, Екатерина Вадимовна
Екатерина Вадимовна Панкова (в 2013—2016 годах — Косьяненко, 2 февраля 1990, Свердловск) — российская волейболистка, связующая, мастер спорта международного класса.

## Биография
Екатерина Панкова — представительница волейбольной семьи. Её мать, Марина Панкова (Никулина), в составе сборной СССР в 1988 году стала чемпионкой Олимпийских игр в Сеуле; отец, Вадим Панков, работает главным тренером «Заречья-Одинцово», а младший брат Павел — капитан московского «Динамо», серебряный призер Олимпийских игр в Токио. В 1990 году практически сразу после рождения дочери Марина Панкова вернулась в «Уралочку» и стала чемпионкой мира в составе сборной СССР, а её муж был приглашён Николаем Карполем в тренерский штаб свердловского клуба.
Екатерина начинала заниматься волейболом с шести лет в спортивной школе олимпийского резерва «Уралочка» у тренера Юрия Николаевича Филимонова, а после переезда в Москву — в СДЮСШОР № 21 под руководством Ольги Валентиновны Молокоедовой. В 2005 году в составе юниорской сборной России, будучи на год-два моложе всех игроков команды Ирины Беспаловой, Екатерина Панкова стала серебряным призёром чемпионата Европы в Таллине и чемпионата мира в Макао.
С детства Екатерина осваивала амплуа связующей, но благодаря хорошей игре на задней линии тренеры сборных России использовали её и как либеро. В апреле 2007 года она выступала на этой позиции в новом составе юниорской сборной, возглавляемой Ришатом Гилязутдиновым, на чемпионате Европы в Брно, где российская команда заняла 5-е место, а в августе того же года, играя в амплуа связующей, завоевала бронзовую медаль на чемпионате мира в Мексике. В молодёжной сборной России Екатерина снова была либеро и в сентябре 2008 года в составе команды, руководимой Вадимом Кирьяновым, выиграла серебро на молодёжном чемпионате Европы в Италии. Часть сезона 2008/09 годов Панкова провела в московском «Луче», являвшемся базовой командой молодёжной сборной России, с осени 2009 года на регулярной основе играет за «Заречье-Одинцово».
В 2011 году Екатерина Панкова была вызвана в национальную сборную России. Наставник главной команды Владимир Кузюткин также отмечал, что «видит её именно в качестве либеро». Екатерина выступила на Кубке Бориса Ельцина и завоевала бронзовую медаль.
Осенью 2011 года после значительных кадровых изменений в «Заречье-Одинцово» Екатерина Панкова стала новым капитаном и основной связующей подмосковного коллектива. В 2013 году выбрана капитаном в сборной России. Под руководством Юрия Маричева российская команда заняла второе место на турнире «Монтрё Волей Мастерс» и выиграла Кубок Ельцина, на котором Екатерину признали лучшей связующей. В июле 2013 года она также стала чемпионкой Универсиады в Казани, а 2 августа в Кампинасе провела первый официальный матч за национальную сборную России на турнире Гран-при.
На чемпионате Европы 2013 года Екатерина Панкова оказалась единственной связующей в составе сборной России после того, как более опытный игрок этого амплуа, Анна Матиенко, в первом же матче против сборной Беларуси получила травму. Чемпионат завершился победой подопечных Юрия Маричева, а игра Екатерины Панковой была отмечена организаторами Евро-2013, вручившими капитану российской команды приз лучшей связующей. По возвращении с чемпионата на пресс-конференции Екатерина Панкова дала комментарий своей игре:
Я играла на площадке и за себя, и за неё. Отступать мне было некуда. Я сделала всё, что могла, всё, чему меня научили тренеры за эти сборы. Для меня это, конечно, очень большой опыт. Я приобрела многое для своего будущего.
С сезона-2013/14 волейболистка выступала под фамилией Косьяненко. В марте 2014 года в составе «Заречья-Одинцово» она стала обладательницей Кубка вызова. В июне того же года перешла в московское «Динамо».
В октябре 2015 года Екатерина Косьяненко, продолжая выполнять функции капитана и основной связующей сборной России, во второй раз стала чемпионкой Европы. В августе 2016 года выступала на Олимпийских играх в Рио-де-Жанейро. Во встрече группового этапа против Аргентины установила рекорд Олимпиад по количеству эйсов за матч, исполнив 8 подач навылет. В целом же турнир сложился неудачно — российские волейболистки выбыли из борьбы за медали после поражения в четвертьфинале от сборной Сербии.
В составе московского «Динамо» Екатерина дважды становилась чемпионкой России. В начале сезона-2017/18 в столичном клубе оказалось три связующих и 18 октября 2017 года его руководство объявило о прекращении действия контракта с Панковой по соглашению сторон и возвращении волейболистки в «Заречье-Одинцово».

## Достижения

### В клубной карьере
- Чемпионка России (2007/08, 2009/10, 2015/16, 2016/17), серебряный призёр чемпионата России (2008/09, 2014/15).
- Финалистка Кубка России (2009, 2016), бронзовый призёр Кубка России (2008, 2010, 2014, 2015).
- Обладательница Суперкубка России (2017).
- Обладательница Кубка вызова (2013/14).

### В составе сборных
- Серебряный призёр чемпионата Европы среди девушек (2005).
- Серебряный призёр чемпионата мира среди девушек (2005).
- Бронзовый призёр чемпионата мира среди девушек (2007).
- Серебряный призёр чемпионата Европы среди молодёжных команд (2008).
- Чемпионка Всемирной Универсиады (2013).
- 2-кратная чемпионка Европы (2013, 2015).
- Серебряный (2015) и бронзовый (2014) призёр Гран-при.
- Обладательница Кубка Ельцина (2013, 2015), серебряный (2014) и бронзовый (2011) призёр Кубка Ельцина.
- Серебряный (2013) и бронзовый (2014) призёр «Монтрё Волей Мастерс».

### Индивидуальные призы
- Лучшая связующая чемпионата Европы (2013), Кубка Ельцина (2013), «Монтрё Волей Мастерс» (2014).

## Награды
- Почётная грамота Президента Российской Федерации (19 июля 2013 года) — за высокие спортивные достижения на XXVII Всемирной летней универсиаде 2013 года в городе Казани[11].

## Личная жизнь
16 сентября 2013 года Екатерина Панкова вышла замуж за экс-волейболиста «Спартака» Александра Косьяненко.